# Johan Ludvig Heiberg (filolog)
 Der er flere personer med dette navn, se Johan Ludvig Heiberg.
Johan Ludvig Heiberg (født 27. november 1854 i Aalborg, død 4. januar 1928 i København) var en dansk klassisk filolog, professor, dr.phil. (udgiver af græske matematikere) og skolemand.
J.L. Heiberg var søn af læge E.Th. Heiberg og hustru, født Schmidt, og var beslægtet med digteren Johan Ludvig Heiberg (1791-1860). Han blev student fra Aalborg Katedralskole 1871; cand. filol. 1876, vandt Københavns Universitets Guldmedalje 1877, Dr. phil. (Quaestiones Archimedeae) 1879, medlem af Videnskabernes Selskab 1883, bestyrer af Borgerdydskolen i København 1884-1896 og professor i klassisk filologi ved Københavns Universitet fra 1896, Det kgl. danske Videnskabernes Selskabs redaktør, forstander for Universitetets filologiskhistoriske Laboratorium; medarbejder ved Illustreret Verdens-Litteraturhistorie og ved Verdenskulturen og medudgiver af Søren Kierkegaards Skrifter. Han var Ridder af Dannebrog.
I 1906 fandt J.L. Heiberg i Konstantinopel et manuskript (en palimpsest) med originale tekster af Archimedes, der var blevet overskrevet med religiøse tekster i 1200-tallet. Manuskriptet dukkede senere op i Paris og blev solgt på en auktion hos Christie's i New York i oktober 1998 (for 2 mio USD). Den anonyme køber gav palimpsesten til Nigel Wilson fra Walters Art Museum i Baltimore, hvor den nu befinder sig, og hvor de originale tekster er blevet restaureret tilstrækkeligt til, at hovedparten har kunnet læses. Den videnskabelige værdi af de således genfundne, originale tekster af Archimedes kan ikke overdrives.
Heiberg var gift med Cathrine Heiberg, født i Rendsborg, datter af kaptajn M. Asmussen.

## Væsentligste udgivelser
- Archimedes; Eukleides; Apollonios Pergaios; Serenos; Ptolemaios: Litterargeschichtliche Studien über Euklid (1882)
- Eros (1895)
- Attiske Gravmæler (1895)
- Breve fra P.A. Heiberg; Italien.